# Histocidaris denticulata
Histocidaris denticulata is een zee-egel uit de familie Histocidaridae.
De wetenschappelijke naam van de soort werd in 1927 gepubliceerd door René Koehler.